# قائمة الأوراق النقدية التذكارية العربية
هذه قائمة بالأوراق النقدية التذكارية الصادرة من الدول العربية:

## الأردن
لم تصدر أية أوراق نقدية تذكارية من الأردن.

## الإمارات العربية المتحدة
أصدرت الورقتان النقديتان التذكاريتان التاليتان من دولة الإمارات العربية المتحدة:
| # | تاريخ الإصدار | مناسبة الإصدار                                 | الوصف | صورة الوجه | صورة العكس | القيمة   | المصادر |
| - | ------------- | ---------------------------------------------- | --- | ---------- | ---------- | -------- | ------- |
| 1 | 2018          | عام زايد                                       | ورقة نقدية تشبه التصميم التقليدي لأوراق النقدية المتداولة من فئة 100 درهم مع إضافة صورة الشيخ زايد بن سلطان آل نهيان وعبارة "عام زايد"                                                                                                 |            |            | 100 درهم | [ 1 ]   |
| 2 | 2021          | الذكرى الخمسون لتأسيس الإمارات العربية المتحدة | ورقة بوليمر في وجهها صورة رؤساء الإمارات السبعة المؤسسون للإمارات العربية المتحدة يعلوهم علم الإمارات وفي الظهر صورة الشيخ زايد بن سلطان آل نهيان وهو يوقع على وثيقة الاتحاد مع صورة متحف دبي، كذلك توجد علامة مائية لصورة الشيخ زايد. |            |            | 50 درهما | [ 2 ]   |

## البحرين
لم تصدر أية أوراق نقدية تذكارية من البحرين.

## تونس
لم تصدر أية أوراق نقدية تذكارية من تونس.

## الجزائر
أصدرت الأوراق النقدية التذكارية التالية من الجزائر:
| # | تاريخ الإصدار | مناسبة الإصدار                                                                                            | الوصف | صورة الوجه | صورة العكس | القيمة     | المصادر |
| - | ------------- | --- | --- | ---------- | ---------- | ---------- | ------- |
| 1 | 22 مارس 2005  | الذكرى الستون لتأسيس جامعة الدول العربية                                                                  | التصميم المعتاد المتداول لورقة 1000 دينار مع إضافة شعار جامعة الدول العربية وفي أسفل كلمة الجزائر وتحيط بالشعار عبارة "الذكرى 60 لتأسيس جامعة الدول العربية" |            |            | 1000 دينار | [ 3 ]   |
| 2 | 5 يوليو 2020  | الذكرى الثامنة والخمسون لاستقلال الجزائر                                                                  | تظهر وجه الورقة النقدية ستة من قادة حرب استقلال الجزائر وهم رابح بيطاط ومصطفى بن بولعيد وديدوش مراد ومحمد بوضياف وكريم بلقاسم والعربي بن مهيدي مع صورة هولوغرام أمني [الإنجليزية] لمقام الشهيد في الجزائر وفي ظهر العملة صورة الضريح النوميدي إيمدغاسن قرب باتنة فقارات في ولاية أدرار.                                                      |            |            | 2000 دينار | [ 4 ]   |
| 3 | 2022          | الاجتماع الاعتيادي الحادي والثلاثين لدول جامعة الدول العربية في الجزائر يومي الأول والثاني من نوفمبر 2022 | ورقة نقدية من نوع بوليمر وجه الورقة ذو تصميم طولي تظهر عليه صورة مقام الشهيد في الجزائر وخريطة الجزائر بلون ذهبي وأخرى شفافة مع خريطة الوطن العربي في أعلى الورقة وشعار جامعة الدول العربية في أسفل الورقة كما تظهر صورة علم الجزائر على جانبي الورقة أما ظهر الورقة فتميمه عرضي تظهر فيه صورة صخور طبيعية في طاسيلي ناجر وصورة جامع الجزائر |            |            | 2000 دينار | [ 5 ]   |

## جيبوتي
أصدرت الورقة النقدية التذكارية التالية من جيبوتي:
| # | تاريخ الإصدار | مناسبة الإصدار                 | الوصف | صورة الوجه | صورة الظهر | القيمة   | المصادر |
| - | ------------- | ------------------------------ | --- | ---------- | ---------- | -------- | ------- |
| 1 | 2017          | ذكرى 40 سنة على استقلال جيبوتي | وجه العملة العربي تظهر عليه صورة ميناء جيبوتي، أما وجه العملة الفرنسي فتهظر عليه صورة قرش حوتي وشعاب مرجانية |            |            | 40 فرنكا | [ 6 ]   |

## المملكة العربية السعودية
أصدرت الأوراق النقدية التذكارية التالية من المملكة العربية السعودية:
| # | تاريخ الإصدار | مناسبة الإصدار                                  | الوصف | صورة الوجه | صورة العكس | القيمة   | المصادر |
| - | ------------- | ----------------------------------------------- | --- | ---------- | ---------- | -------- | ------- |
| 1 | 1999          | مئوية المملكة (1319 هـ - 1419 هـ)               | يظهر على وجه العملة صورة الملك عبد العزيز آل سعود ومسجد قباء، أما ظهر العملة فتظهر عليه صورة جبل النور في مكة وشعار الذكرى المئوية لتأسيس المملكة العربية السعودية وعبارة "توحيد وبناء" |            |            | 20 ريالا | [ 7 ]   |
| 2 | 1999          | مئوية المملكة (1319 هـ - 1419 هـ)               | يظهر على وجه العملة صورة الملك عبد العزيز آل سعود ونقش، أما ظهر العملة فتظهر عليه صورة قصر المصمك في الرياض وشعار الذكرى المئوية لتأسيس المملكة العربية السعودية وعبارة "توحيد وبناء"   |            |            | 200 ريال | [ 8 ]   |
| 3 | 2020          | قمة مجموعة العشرين الرياض 2020                  | تظهر في وجه العملة صورة الملك سلمان بن عبد العزيز آل سعود وشعار قمة مجموعة العشرين في الرياض سنة 2020 وفي ظهر العملة خريطة دول العالم تميز فيها دول مجموعة العشرين بلون مختلف.          |            |            | 20 ريالا | [ 9 ]   |
| 4 | 2021          | الذكرى الخامسة لانطلاق مشروع رؤية السعودية 2030 | يظهر على وجه العملة صورة الملك عبد العزيز آل سعود وشعار رؤية السعودية 2030، أما ظهر العملة فتظهر عليه صورة قصر الحكم في الرياض.                                                         |            |            | 200 ريال | [ 10 ]  |

## السودان
أصدرت الورقة النقدية التذكارية التالية من السودان:
| # | تاريخ الإصدار | مناسبة الإصدار                           | الوصف | صورة الوجه | صورة العكس | القيمة   | المصادر |
| - | ------------- | ---------------------------------------- | --- | ---------- | ---------- | -------- | ------- |
| 1 | 1 يناير 1981  | الذكرى الخامسة والعشرون لاستقلال السودان | التصميم المعتاد للورقة النقدية حيث صورة خريطة السودان في الوسط وصورة الرئيس جعفر النميري يسار الورقة النقدية مع إضافة عبارة "العيد الخامس والعشرون للاستقلال 1956 - 1981" وفي ظهر الورقة صورة قصر الشعب في الخرطوم |            |            | 20 جنيها | [ 11 ]  |

## سوريا
لم تصدر أية أوراق نقدية تذكارية من سوريا.

## الصومال
لم تصدر أي ورقة نقدية تذكارية من الصومال، لكن أصدرت إصدارات تذكارية عن جمهورية أرض الصومال غير المعترف بها.

### جمهورية أرض الصومال
في يوم 18 مايو 1996، أصدرت أوراق نقدية معتادة على مجموعتين إحداها بتوشيح برونزي باللغتين الصومالية والإنجليزية، أما المجموعة الثانية فموشحة بلون فضي باللغة الصومالية فقط. وكان التوشيح في المجموعتين بمناسبة الذكرى الخامسة لإعلان استقلال جمهورية أرض الصومال.
يُذكر أن هذا التوشيح قد ظهر دون تصريح لسوق هواة الجمع فقط بواسطة فرد في كندا.
كما ظهرت عملة ورقية أخرى سنة 2006، ويبدو أنها غير رسمية ومخصصة لهواة جمع العملات.
| # | تاريخ الإصدار | مناسبة الإصدار         | الوصف                                                        | صورة الوجه | صورة العكس | القيمة    | المصادر |
| - | ------------- | ---------------------- | ------------------------------------------------------------ | ---------- | ---------- | --------- | ------- |
| 1 | 2006          | عملة لهواة جمع العملات | صورة بنت وأسد في وجه الورقة النقدية وأسد وجمل في ظهر العملة. |            |            | 1000 شلنا | [ 13 ]  |

## العراق
عدل تصميم ورقة 1000 دينار برفع صورة الدينار الإسلامي ووضع صورة رجل يركب مشحوفا في أهوار العراق وشمس، وصار هو التصميم الجديد المعدل لهذه الورقة النقدية.
| # | تاريخ الإصدار   | مناسبة الإصدار                                                 | الوصف | صورة الوجه | صورة العكس | القيمة     | المصادر |
| - | --------------- | -------------------------------------------------------------- | --- | ---------- | ---------- | ---------- | ------- |
| 1 | 2018 - حتى الآن | بمناسبة إدراج أهوار وآثار جنوب العراق على لائحة التراث العالمي | ورقة نقدية يغلب عليها اللون الأصفر مع عبارة "بمناسبة إدراج أهوار وآثار جنوب العراق على لائحة التراث العالمي 2016" وفي ظهر الورقة النقدية صورة المدرسة المستنصرية في بغداد. |            |            | 1000 دينار | [ 14 ]  |

## عمان
أصدرت الأوراق النقدية التذكارية التالية من سلطنة عمان:
| # | تاريخ الإصدار | مناسبة الإصدار                | الوصف | صورة الوجه | صورة العكس | القيمة    | المصادر              |
| - | ------------- | ----------------------------- | --- | ---------- | ---------- | --------- | -------------------- |
| 1 | 2005          | العيد الوطني الخامس والعشرون  | في وجه العملة الورقية تظهر صورة شعار سلطنة عمان والسلطان قابوس بن سعيد وعبارة "العيد الوطني الخامس والعشرون 1426 هـ - 2005 م" أما في ظهر العملة فتظهر صورة سفينة تدريب [الإنجليزية] شراعية تتبع البحرية السلطانية العمانية اسمها سفينة شباب عمان ومنارة وقلعة الجلالي وغيرها من معالم عمان بالإضافة إلى طيور في أعلى الورقة النقدية.                                                   |            |            | ريال واحد | [ 15 ] [ 16 ]        |
| 2 | 2010          | العيد الوطني الأربعون         | في وجه الورقة النقدية تظهر صورة السلطان قابوس بن سعيد وصورة جامع السلطان قابوس الأكبر مع عبارة "العيد الوطني الأربعون المجيد" أما في ظهر العملة فتظهر صورة دار الأوبرا السلطانية في مسقط، ويغلب على الورقة النقدية اللون الأزرق |            |            | 20 ريال   | [ 16 ] [ 17 ]        |
| 3 | 2011-2012     | العيد الوطني الأربعون         | في وجه الورقة النقدية تظهر صورة السلطان قابوس بن سعيد وصورة مبنى جامعة السلطان قابوس ومبنى وبرج ساعة البنك المركزي العماني مع عبارة "العيد الوطني الأربعون المجيد" أما في ظهر العملة فتظهر صورة قلعة نزوى، ويغلب على الورقة النقدية اللون الأحمر |            |            | 5 ريالات  | [ 16 ] [ 18 ]        |
| 4 | 2011-2012     | العيد الوطني الأربعون         | في وجه الورقة النقدية تظهر صورة السلطان قابوس بن سعيد وصورة برج صلالة ونخل مع عبارة "العيد الوطني الأربعون المجيد" أما في ظهر العملة فتظهر صورة حصن مطرح، ويغلب على الورقة النقدية اللون السمائي والبني |            |            | 10 ريالات | [ 16 ] [ 19 ]        |
| 5 | 2011-2012     | العيد الوطني الأربعون         | في وجه الورقة النقدية تظهر صورة السلطان قابوس بن سعيد وصورة وزارة المالية في عمان وقلعة الميراني مع عبارة "العيد الوطني الأربعون المجيد" أما في ظهر العملة فتظهر صورة مبنى وزارة التجارة والصناعة وترويج الاستثمار في مسقط، ويغلب على الورقة النقدية اللون البنفسجي، وتتوفر من الورقة النقدية طبعتان تختلفان في نوع وعرض شريط الأمان وبعض العلامات.                                    |            |            | 50 ريال   | [ 16 ] [ 20 ]        |
| 6 | 2015          | العيد الوطني الخامس والأربعون | في وجه الورقة النقدية تظهر صورة السلطان قابوس بن سعيد وصورة قصر العلم في مسقط وقلعة الميراني مع عبارة "العيد الوطني الأربعون المجيد" أما في ظهر العملة فتظهر صورة ورود وفراشات من نوع فراشة الصحراء البيضاء (Pontia glauconome) وصورة مبنى جامعة السلطان قابوس في الخوض، وتتوفر من الورقة النقدية طبعتان إحداهما فيها خطأ في التاريخ الهجري (1427هـ) والطبعة الأخرى بدون خطأ (1437هـ). |            |            | ريال واحد | [ 16 ] [ 21 ] [ 22 ] |

## فلسطين
لا تمتلك السلطة الفلسطينية الحق بإصدار عملتها المحلية الخاصة بفلسطين، ولم يتضمن إصدار الجنيه الفلسطيني فترة الانتداب البريطاني إي إصدار تذكاري.

## قطر
أصدرت الورقة النقدية التذكارية التالية من قطر:
| # | تاريخ الإصدار | مناسبة الإصدار         | الوصف | صورة الوجه | صورة العكس | القيمة   | المصادر |
| - | ------------- | ---------------------- | --- | ---------- | ---------- | -------- | ------- |
| 1 | 2022          | كأس العالم 2022 في قطر | عملة تذكارية قانونية يظهر في وجه العملة صورة معالم الدوحة وملعب لوسيل وفي ظهر العملة برج تاريخي ودهو واستاد البيت في الخور وصورة كوكب، كما ظهر شعار بطولة كأس العالم على وجهي العملة ووجود جزء شفاف من العملة يظهر الكأس. |            |            | 22 ريالا | [ 23 ]  |

## جزر القمر
لم تصدر أية أوراق نقدية تذكارية من القمر.

## الكويت
أصدرت الأوراق النقدية التذكارية التالية من دولة الكويت:
| # | تاريخ الإصدار  | مناسبة الإصدار               | الوصف | صورة الوجه | صورة العكس | القيمة     | المصادر |
| - | -------------- | ---------------------------- | --- | ---------- | ---------- | ---------- | ------- |
| 1 | 1991           | تحرير الكويت                 | ورقة مكتوب عليها عبارة "ورقة تذكارية صادرة بمناسبة ذكرى تحرير دولة الكويت 26 فبراير 1991م - هذه الورقة ليست عملة قانونية" مع خريطة الكويت وشعار دولة الكويت وأسماء الدول التي شاركت في حرب تحرير الكويت باللغتين العربية والإنجليزية، وفي ظهر الورقة صورة أشخاص أحدهم يثبل رأس جندي وصورة جمال. |            |            | دينار واحد | [ 24 ]  |
| 2 | 26 فبراير 1993 | الذكرى الثانية لتحرير الكويت | ورقة تشبه الإصدار السابق مع اختلاف في الألوان |            |            | دينار واحد | [ 24 ]  |
| 3 | 26 فبراير 2001 | الذكرى العاشرة لتحرير الكويت | ورقة مكتوب عليها عبارة "ورقة تذكارية صادرة بمناسبة ذكرى تحرير دولة الكويت 26 فبراير 1991م" وعبارة "ليست عملة قانونية" وفي ظهر العملة يظهر علم الكويت يحمله جندي مع معالم الكويت وشخص يحمل سلاحا.                                                                                                |            |            | دينار واحد | [ 25 ]  |

## لبنان
أصدرت الأوراق النقدية التذكارية التالية من لبنان:
| # | تاريخ الإصدار | مناسبة الإصدار                                               | الوصف | صورة الوجه | صورة العكس | القيمة      | المصادر |
| - | ------------- | ------------------------------------------------------------ | --- | ---------- | ---------- | ----------- | ------- |
| 1 | 2013          | 70 عاما على استقلال لبنان                                    | ورقة نقدية يغلب عليها اللون الأزرق يظهر في وجه الورقة صورة قلعة راشيا أو قلعة الاستقلال وعبارة "70 عاما على الاستقلال" وألوان علم لبنان وفي ظهر الورقة علم لبنان وخريطته وعبارتي "بره" و"بحره"، علما أن ظهر العملة باللغة الفرنسية وقد كتبت كلمة "Independence" والتي تعني الاستقلال حسب التهجئة الإنجليزية وليس "Independance" حسب التهجئة الفرنسية، وعزا مصرف لبنان الخطأ إلى شركة الطباعة. |            |            | 50000 ليرة  | [ 26 ]  |
| 2 | 31 مارس 2014  | الذكرى الخمسون لتأسيس مصرف لبنان                             | ورقة نقدية في وجهها رقم 50 وصورة المبنى القديم لمصرف لبنان وفي ظهرها صورة المبنى الجديد لمصرف لبنان ورقم 50 وسنوات 1964 - 2014 |            |            | 50000 ليرة  | [ 27 ]  |
| 3 | 2015          | العيد السبعون للجيش اللبناني                                 | ورقة نقدية نوع بوليمر تظهر عبارة "العيد السبعون للجيش اللبناني" في وجه العملة مع صورة جندي يحمل علم لبنان أما ظهر العملة فتصميمها طولي فتظهر شجرة أرز وجندي ورقم 70 وسنوات 1945 - 2015 |            |            | 50000 ليرة  | [ 28 ]  |
| 4 | 1 سبتمبر 2020 | الذكرى المئوية لتأسيس دولة لبنان الكبير تحت الانتداب الفرنسي | تظهر في وجه العملة صورة كنيسة القديس يوحنا مرقس مدينة جبيل وساعة ساحة النجمة في وسط بيروت وشجرة أرز أما في ظهر العملة فتظهر صورة صخرة الروشة وسفينة فينيقية |            |            | 100000 ليرة | [ 29 ]  |

## ليبيا
أصدرت الورقة النقدية التذكارية التالية من ليبيا:
| # | تاريخ الإصدار | مناسبة الإصدار         | الوصف | صورة الوجه | صورة العكس | القيمة    | المصادر |
| - | ------------- | ---------------------- | --- | ---------- | ---------- | --------- | ------- |
| 1 | 1999          | إعلان الاتحاد الإفريقي | في وجه الورقة صورة خريطة منظومة النهر الصناعي العظيم في ليبيا، وفي ظهر العملة صورة جماعية لرؤساء الدول الإفريقية مع عبارة "إعلان الاتحاد الإفريقي بمدينة سرت في 9 \ 9 \ 1999" |            |            | 20 دينارا | [ 30 ]  |

## مصر
لم تصدر أية أوراق نقدية تذكارية من مصر.

## المغرب
أصدرت الأوراق النقدية التذكارية التالية من المغرب:
| # | تاريخ الإصدار | مناسبة الإصدار                                     | الوصف | صورة الوجه | صورة العكس | القيمة   | المصادر |
| - | ------------- | -------------------------------------------------- | --- | ---------- | ---------- | -------- | ------- |
| 1 | 2009          | الذكرى الخمسون لبنك المغرب                         | تظهر عبارة "الذكرى الخمسون لبنك المغرب" في وجه العملة الورقية مع صور ملوك المغرب محمد السادس والحسن الثاني ومحمد الخامس وكذلك تظهر صورهم على شريط الأمان في الورقة، أما ظهر الطابع فباللغة الفرنسية وتظهر عليه صورة مبنى بنك المغرب في الرباط.                                                                               |            |            | 50 درهما | [ 31 ]  |
| 2 | 2012          | الذكرى الخامسة والعشرون لتأسيس دار السكة           | ورقة نقدية بتصميم طولي في الوجهين، تظهر صورة الملك محمد السادس في وجه العملة مع عبارة "الذكرى الخامسة والعشرون لتأسيس دار السكة" وفي ظهر العملة صورة لعملات نقدية معدنية وأوراق نقدية. |            |            | 25 درهما | [ 32 ]  |
| 3 | 2019          | مرور 20 عاما على تولي الملك محمد السادس حكم المغرب | ورقة نقدية من نوع بوليمر وجهها ذو تصميم طولي يظهر صورة الملك محمد السادس وعبارة "الذكرى العشرون لتربع صاحب الجلالة الملك محمد السادس على العرش"، أما الظهر فتصميمه عرضي يظهر صورة قطار البراق الذي ينطلق من طنجة بسكة حديد عالية السرعة إلى القنيطرة ثم إلى الدار البيضاء، كذلك صورة جسر محمد السادس الذي يعبر نهر أبو رقراق |            |            | 20 درهما | [ 33 ]  |

## موريتانيا
أصدرت الورقتان النقديتان التذكاريتان التاليتان من موريتانيا:
| # | تاريخ الإصدار  | مناسبة الإصدار                                  | الوصف | صورة الوجه | صورة العكس | القيمة     | المصادر |
| - | -------------- | ----------------------------------------------- | --- | ---------- | ---------- | ---------- | ------- |
| 1 | 28 نوفمبر 2011 | الذكرى الأربعون لتأسيس البنك المركزي الموريتاني | طابع بنقوش يظهر عليه أرقام 1973 و2013 مع عبارة "الذكرى الأربعون لتأسيس البنك المركزي الموريتاني"، أما في ظهر الورقة النقدية فتظهر صورة قطار موريتاني مخصص لنقل خامات الحديد وكذلك صورة برج رصيف الميناء في محطة نواذيبو المخصصة لتصدير الحديد، والورقة تشبه الإصدارات العادية السابقة مع تعديلات بسيطة |            |            | 5000 أوقية | [ 34 ]  |
| 2 | 18 يوليو 2023  | الذكرى الخمسون لإصدار عملة الأوقية              | تظهر عبارة "الذكرى الخمسون للأوقية" في ظهر الورقة النقدية وتظهر في وجه العملة صور معالم في موريتانيا أما في ظهر العملة فتظهر صورة أدوات موسيقى ودلة. وتوجد 3 طبعات من العملة تختلف في شكل شريط الأمان في العملة.                                                                                       |            |            | 50 أوقية   | [ 35 ]  |

## اليمن
لم تصدر أية أوراق نقدية تذكارية من اليمن.